# كيس ريجفيرس
كيس ريجفيرس (بالألمانية: Kees Rijvers) (27 مايو 1926 - مارس 2024)، هو لاعب ومُدرب كرة قدم هولندي، درب العديد من الأندية الأوربية. كان أبرزها نادي نادي آيندهوفن الهولندي، حيث فاز معه بلقب كأس الاتحاد الأوروبي في عام 1978.

## روابط خارجية
- كيس ريجفيرس على موقع الاتحاد الدولي (مؤرشف)  (الإنجليزية)
- كيس ريجفيرس على موقع قاعدة بيانات كرة القدم.إي يو (الإنجليزية)
- كيس ريجفيرس على موقع ناشيونال فوتبول تيمز (الإنجليزية)
- كيس ريجفيرس على موقع عالم كرة القدم.نت (الإنجليزية)
- كيس ريجفيرس على موقع أوليمبيديا (الإنجليزية)